# 鬼来电
《鬼來電》是日本作家秋元康的一部恐怖小說。其後被改編成三部電影、電視劇及漫畫版本。另外，美國把日本的電影第一作重製成美國電影《鬼鈴聲》。

## 资料
《鬼來電》小說在2003年1月17日出版，由角川書店發行。台灣中文版由台灣角川發行。

## 改編作品

### 電影
- 《鬼來電》（2003）
- 《鬼來電2》（2005）
- 《鬼來電完結篇》（2006）
- 《鬼鈴聲（英语：One Missed Call (2008 film)）》（2008）

### 電視劇
- 《鬼來電》（2005）

## 外部連結
- 鬼來電—日劇版官方網站